# Ciccio Busacca
Francesco Busacca, più conosciuto come Ciccio o Cicciu (Paternò, 15 febbraio 1925 – Busto Arsizio, 11 settembre 1989), è stato un cantastorie e chitarrista italiano.

## Biografia
Maturò le sue doti artistiche a Paternò ascoltando i versi di diversi cantastorie ambulanti, tra cui Paolo Garofalo e Gaetano Grasso.
Il suo debutto avvenne nel 1951, nella piazza di San Cataldo, con la rappresentazione de L'assassinio di Raddusa, tratto da una storia di cronaca avvenuta realmente nel paese di Raddusa. Nel 1951, infatti, Busacca si trovava ad Aidone e venne a sapere della storia di una ragazza di 16 anni, da poco sposata, che era stata violentata da un sensale di matrimonio. La ragazza, in seguito alla violenza era stata abbandonata da tutti (marito e familiari compresi), ma aveva giurato di uccidere il suo violentatore. Per mettere in atto la sua vendetta, aveva avvicinato l'uomo nella piazza del paese, mascherata da anziana per non farsi riconoscere, e lo aveva ucciso con una pistola.
La passione per la narrativa e la denuncia civile, unite a una particolare sensibilità musicale furono il segno con cui Busacca si distinse nel mondo dei cantastorie siciliani, particolarmente sviluppato nel secondo dopoguerra, che ebbe come protagonisti Orazio Strano, Turiddu Bella, Vito Santangelo, Matteo Musumeci, Francesco Paparo (Cicciu Rinzinu) e altri. Nel 1956 Busacca debuttò al Piccolo Teatro di Milano con Pupi e cantastorie di Sicilia.
Nel 1957, a Gonzaga, la giuria dell'AICA (Associazione italiana cantastorie ambulanti) conferì a Busacca il primo premio "Trovatore d'Italia", per la storia di Giovanni Accetta, L'Innucenti vinnicaturi.
È negli anni successivi che si pose l'incontro con Ignazio Buttitta e con la sua poesia: di questo sodalizio i risultati più significativi rimangono le messe in scena del Lamentu ppi Turiddu Carnivali, Lu trenu di lu Suli e Che cosa è la mafia?.
Negli anni settanta, avvenne l'esperienza teatrale con Dario Fo (Ci ragiono e canto) e la sua partecipazione a diversi programmi radiofonici e televisivi.
A partire dalla fine degli anni settanta iniziò l'inesorabile declino di popolarità (ma non artistico) di Busacca e degli altri cantastorie siciliani, prime vittime della diffusione della televisione quale mezzo di comunicazione di massa. Le notizie della cronaca potevano ormai arrivare ai cittadini nella crudezza (o nell'inganno) dei teleschermi, senza le mediazione poetica di questi "relitti" della storia, ultimi cantori di una tradizione millenaria.
Morì nel 1989.

## Discografia parziale

### 33 giri
- 1960: Sicilia. Aspetti del folklore italiano (Music, LPM 1020; con Orazio Strano, Francesco Platania, Giuseppe Giuffrida e Giovanni Di Giovanni)

### 45 giri
- 1971: Mi 'nni vaju 'nta la Luna / Comu canciari 'stu munnu (I dischi del Sole, LR 45/18)

### Altri album
- Lu trenu di lu suli
- Cosa è la mafia
- Canzoni carrettiere siciliane
- La storia di Giuliano (Il re dei briganti)
- La storia di Giovanni Accetta
- La storia di lu briganti Musulinu
- Lamentu pi la morti di Turiddu Carnivali
- Lu piscaturi sfortunatu
- Storia di Orlando e Rinaldo (paladini di Francia)
- Nascita del giullare. Il treno del Sole
- Un uomo che viene dal sud
- Rimorsu e pentimentu di un banditu

## Filmografia
- Fontamara - 1980
- Piazza, di Ulrike Voswinked (1980) - documentario